# Neu Stonupönen
Neu Stonupönen, 1938 bis 1945 Hagenrode, litauisch Naujieji Stonupėnai, ist ein verlassener Ort im Rajon Krasnosnamensk der russischen Oblast Kaliningrad.
Die Ortsstelle befindet sich vier Kilometer südwestlich von Uslowoje (Rautenberg).

## Geschichte

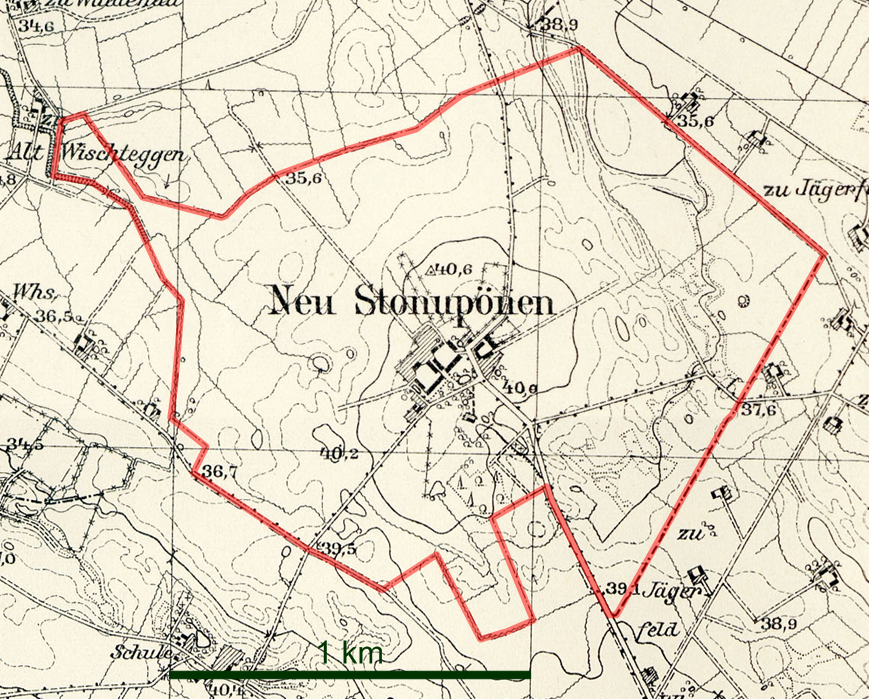
Die Gemeinde Neu Stonupönen auf einem Messtischblatt von 1935

Neu Stonupö(h)nen, auch Szrogen genannt, war im 18. Jahrhundert ein Erbfreidorf. 1874 wurde die Landgemeinde Neu Stonupönen dem neu gebildeten Amtsbezirk Baltruschelen im Kreis Pillkallen zugeordnet. 1938 wurde Neu Stonupönen in Hagenrode umbenannt.
1945 kam der Ort in Folge des Zweiten Weltkrieges mit dem nördlichen Ostpreußen zur Sowjetunion. Einen russischen Namen bekam er nicht mehr.

### Einwohnerentwicklung
| Jahr | Einwohner |
| ---- | --------- |
| 1867 | 53        |
| 1871 | 50        |
| 1885 | 71        |
| 1905 | 56        |
| 1910 | 55        |
| 1933 | 41        |
| 1939 | 44        |

## Kirche
Neu Stonupönen/Hagenrode gehörte zum evangelischen Kirchspiel Rautenberg.